# Jean-Pierre Campagne
Jean-Pierre Campagne (Eissalabra (Aude), 2 de febrer del 1723 - Perpinyà, 2 de gener del 1816) va ser un metge, professor universitari i bibliotecari rossellonès.

## Biografia
Fill de Jean Campagne, cirurgià, començà la carrera de teologia a la universitat de Perpinyà, però canvià d'estudis i acabà graduant-se com a maître ès arts (9 d'agost del 1748) i bachelier de médecine (7 de maig del 1749) per la universitat de Montpeller. El nou doctor s'establí a Perpinyà novament, i el 2 de maig del 1750 es va casar amb Maria Angèlica Jaume, germana del prestigiós advocat, de qui n'havia estat preceptor particular quan aquest encara era infant; el matrimoni tingué de fills Angélique i Joseph Campagne. Jean-Pierre exercia com a metge quan el 1756 oposità sense èxit  a una càtedra de la facultat de medicina de Perpinyà, que guanyà Josep Bonafós. Decebut, es retirà a Sijan (Aude), on parà consulta de medicina i, per afició, cultivà la poesia i les matemàtiques. Es feu membre corresponent de l'Acadèmia Reial de Tolosa  per les matemàtiques i la física, i de la Societat Reial de Ciències de Montpeller (antecessora de l'Académie des Sciences et Lettres de Montpellier) per la medicina, l'anatomia i la química.
Novament al Rosselló, guanyà una agregadoria universitària el 1764, i era professor agregat de matemàtiques de la universitat de Perpinyà el 1765. Dos anys més tard va començar a ensenyar-les al Col·legi Reial de Perpinyà. El 1775 va rebre la càtedra de matemàtiques en tant que professor al Col·legi Reial i a la Facultat d'Arts. Va ser elegit rector de la universitat de Perpinyà el 1784 i romangué com a professor de matemàtiques de la institució fins a la clausura dels estudis universitaris a Perpinyà, el 1793. Després que es creés l'École centrale a la capital del Rosselló, el 1796 s'hi incorporà com a primer bibliotecari, en funcions de comissari per a inventariar i classificar els llibres confiscats a les comunitats religioses de la província. Romangué en el càrrec de bibliotecari fins que el substituí el seu fill Joseph Campagne el 1812. El seu net François Campagne, fill d'aquest darrer, va ser advocat i historiador.
Entre els anys 1761 i 1768 elaborà un estudi que deixà inèdit, Abrégé Historique de l'Université, que fou extensament usat per l'abbé Torreilles en el seu treball L'université de Perpignan avant et pendant la Révolution française (1892).
A la façana de la catedral de Perpinyà hi apareix una inscripció "V CAMPAGNE J.? M.? N D 1766" que li hauria estat atorgada -com succeí en altres casos- en commemoració de l'assoliment d'un grau o d'una posició universitària. De Campagne se'n destacà l'amistat que tenia amb Jean-François Marmontel i amb François Boissier de Sauvages de Lacroix, de qui també n'havia estat deixeble. L'ajuntament de la vila recorda el professor i bibliotecari amb un carrer, l'"impasse Jean-Pierre Campagne".